# Колка (село)

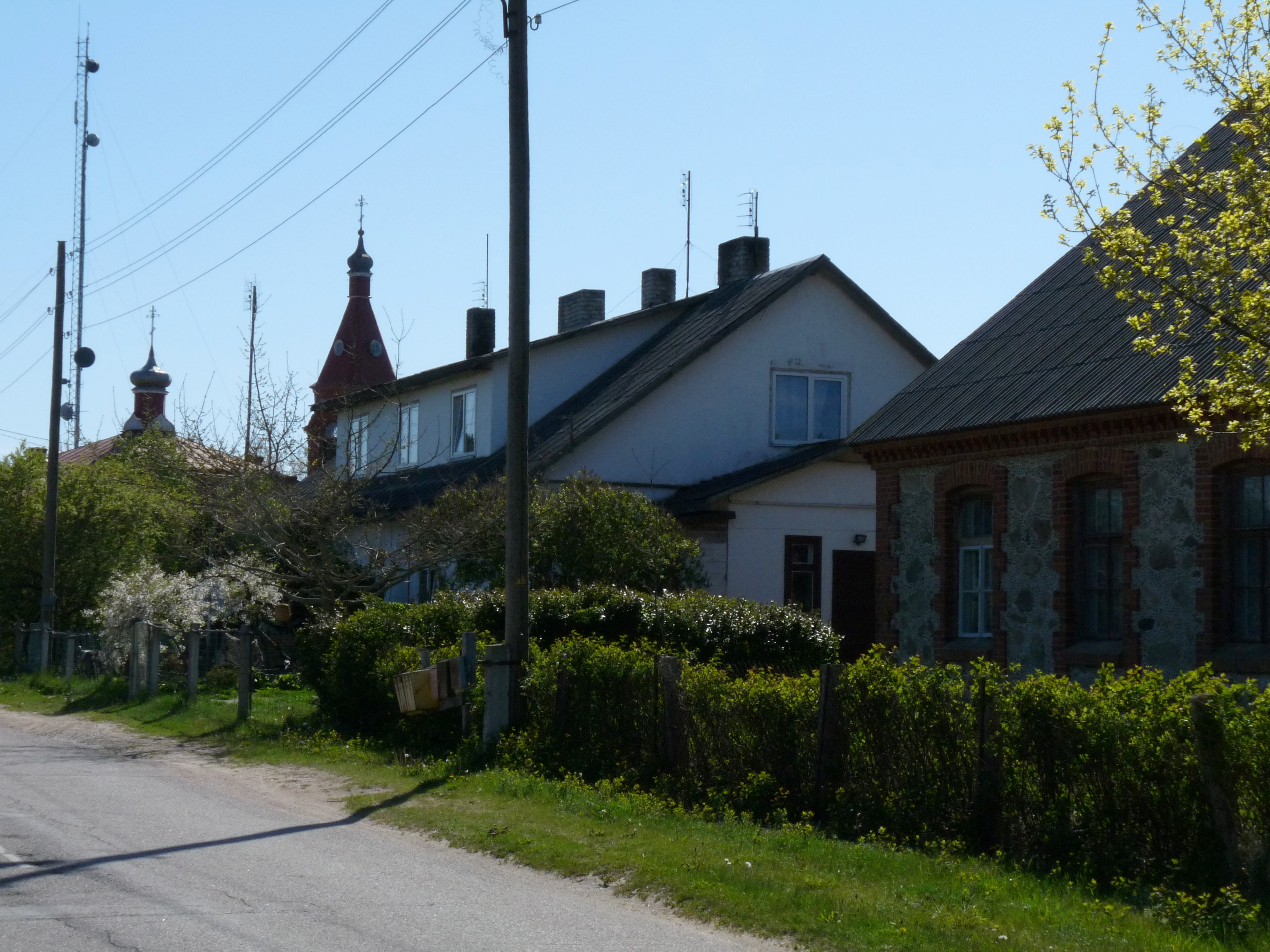
Бывшая воскресная школа и православный храм в Колке

Ко́лка (латыш. Kolka, лив. Kūolka) — ливское село в Латвии.

## История
Колка, как обжитое место, впервые упоминается в 1387 году. На рубеже XIX—XX веков со строительством православных школ, школ мореплавания и православных храмов на Куршском берегу многие ливы стали обращаться в православие.
В Колке до сих пор имеется действующий православный храм и старинное православное кладбище, а также лютеранский и католический храмы. В середине XX века в Колке служил священником Иоанн (Гарклавс).
В посёлке снимался фильм «Крутая Колка» (2011).

## География
Расположено в Колкской волости Дундагского края, у самой северной точки Курземского полуострова — мыса Колка (Колкасрагс).